# ZSW
ZaalvoetbalSchool Wijchen is een Nederlandse zaalvoetbalclub uit Wijchen. De club is opgericht in 1988. Aan de oorsprong lag de gedachte dat het eigenlijk vreemd was dat kinderen vanaf zeer jonge leeftijd zich wel konden aanmelden bij bestaande veldvoetbalverenigingen maar dat er op het gebied van zaalvoetbal geen enkele faciliteit was en dat juist in een tijd dat deze tak van sport mondiaal een hoge vlucht nam.
Het eerste team van ZSW/DPN speelt in de Eerste divisie zaalvoetbal en staat onder leiding van trainer Jan Harting. Het tweede team met vooral jeugdige talenten speelt haar wedstrijden in de Hoofdklasse. Daarnaast kent ZSW ook nog meerdere senioren teams. ZSW/DPN heeft een zeer gewaardeerde jeugdopleiding en alle jeugdteams komen uit in de KNVB competitie regio Zuid.
De thuisbasis van ZSW/DPN is sportcentrum Olympic. De vernieuwde sporthal Olympic biedt plaats aan ongeveer 1200 toeschouwers.